# 不連続性の分類
連続関数は数学およびその応用において非常に重要である。しかし、関数が全て連続というわけではない。ある関数がその定義域内のある点で連続でないとき、その関数は不連続性 (discontinuity) を有する。関数の不連続点全体の成す集合は離散集合の場合もあるし、稠密集合の場合もある。場合によっては定義域全体と同じとなるかもしれない。
本項目では、最も単純な実一変数で実数を値にとる函数の場合における不連続性の分類を述べる。

## 不連続性の分類
実軸上の点 x0 の近傍で定義される実変数 x の実数値をとる函数 f が点 x = x0 で不連続という場合を考える。便宜のため、
{\displaystyle {\begin{aligned}L^{-}&:=\lim _{x\to x_{0}^{-}}f(x)=f(x_{0}-0),\\L^{+}&:=\lim _{x\to x_{0}^{+}}f(x)=f(x_{0}+0)\end{aligned}}}
をそれぞれ x = x0 における f の左または右からの片側極限とする。また、L− = L+ であるときはこの一致する値を単に
{\displaystyle L:=\lim _{x\to x_{0}^{}}f(x)}
で表す。
1. 可除不連続点: L− と L+ が有限確定（存在して有限）で相等しいが f(x0) ≠ L であるとき、f(x) は x = x0 に除去可能な不連続点 (removable discontinuity) を持つという。f(x0) の値を変更して「x = x0 においても連続であるようにする」ことができるという意味でこの不連続性は除きうる。よりはっきり述べれば、函数{\displaystyle g(x)={\begin{cases}f(x)&(x\neq x_{0})\\L&(x=x_{0})\end{cases}}}は x = x0 においても連続になる。
2. 跳躍不連続点: L− と L+ が有限確定だが等しくない場合{\displaystyle j:=L^{+}-L^{-}=f(x_{0}+0)-f(x_{0}-0)}を函数 f の x0 における跳び、跳躍 (jump)、段差 (step) あるいは間隙 (gap) などといい、f は x = x0 において跳び j の跳躍不連続点 (jump discontinuity)、段差不連続点 (step discontinuity) あるいは間隙不連続点 (gap discontinuity) を持つなどという。この不連続性にとっては f(x0) の値が何であるかということは影響しない（しかし、x0 において左連続あるいは右連続のいずれかであるようにすることはできる）。
3. 真性不連続点: 極限 {\displaystyle L^{-}} か {\displaystyle L^{+}} の少なくとも一方が有限確定でない（存在しないか無限大の）場合、x0 は真性不連続点 (essential discontinuity) または無限不連続点 (infinite discontinuity) である。なお、複素数変数の関数では、これらの用語の意味は異なる。

除去可能不連続点と跳躍不連続点とを総称して第一種不連続点 (discontinuity of the first kind) と呼ぶ（除去可能不連続点は跳びが 0 の跳躍不連続点と思える）。これに対して第二種不連続点 (discontinuity of the second kind) とは、片側極限の一方が存在しない場合（真性不連続点）をいう。
L+ ≠ f(x0) のとき右不連続、L− ≠ f(x0) のとき左不連続ということもある。
「除去可能な不連続性（点）」という言葉が、x0 の左右両側からの極限が有限確定で相等しいが、函数は x0 で定義されないというような場合に誤って用いられることがある。しかし函数の連続性および不連続性の概念は、函数の定義域に属する点に対してのみ定義されるものであるから、このような用法は不適切である。このような不定点は正確には除去可能特異点である。

## 例
1. 函数
{\displaystyle f(x)={\begin{cases}x^{2}&{\mbox{ for }}x<1\\0&{\mbox{ for }}x=1\\2-x&{\mbox{ for }}x>1\end{cases}}}

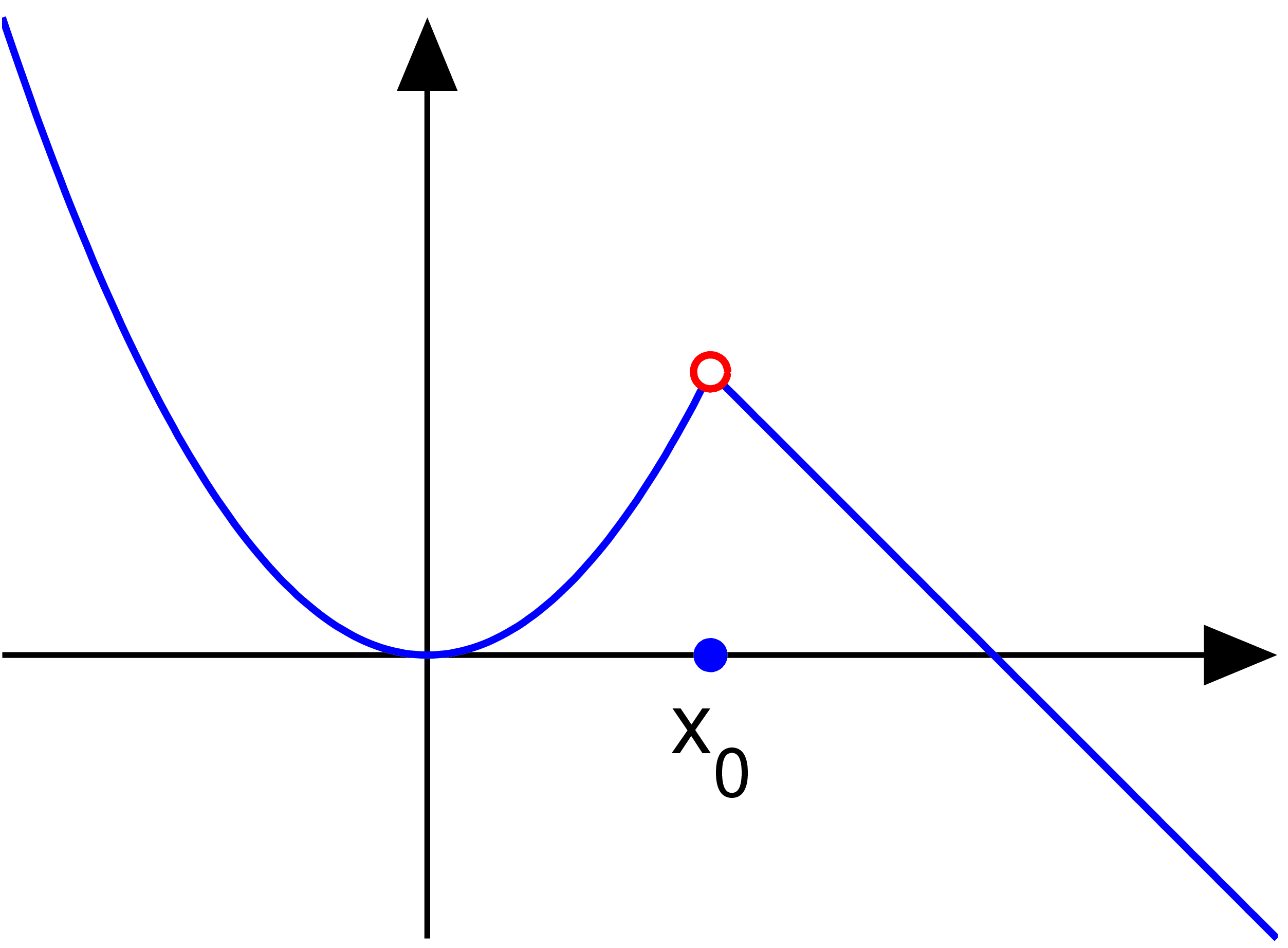
例 1: 除去可能な不連続性

を考えれば、点 x0 = 1 は除去可能な不連続点である。実際、f(x) の x = 1 での値を 1 に変更した函数は連続になる。
2. 函数
{\displaystyle f(x)={\begin{cases}x^{2}&{\mbox{ for }}x<1\\0&{\mbox{ for }}x=1\\2-(x-1)^{2}&{\mbox{ for }}x>1\end{cases}}}

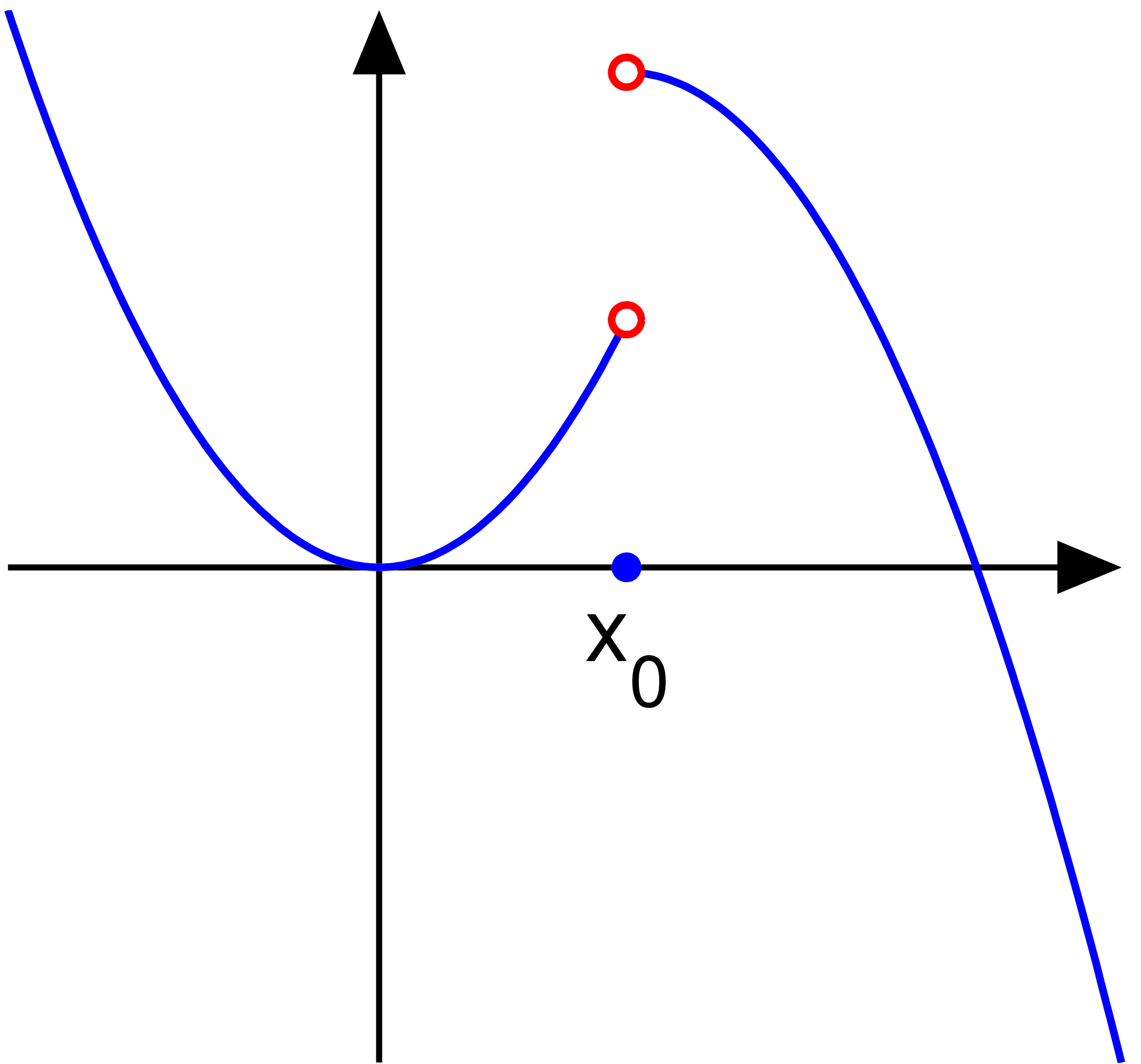
例 2: 跳躍不連続性

を考えれば、点 x0 = 1 は跳躍不連続点である。
3. 函数
{\displaystyle f(x)={\begin{cases}\sin {\frac {5}{x-1}}&{\mbox{ for }}x<1\\0&{\mbox{ for }}x=1\\{\frac {0.1}{x-1}}&{\mbox{ for }}x>1\end{cases}}}

例 3: 真性不連続性

を考えれば、点 x0 = 1 は真性不連続点である。真性不連続点であるためには、極限のどちらか一方が存在しないか無限大であればよい。なお、この例の関数を複素数変数に拡張しても、その不連続性は真性不連続性である。

## 関数の不連続点の集合
函数の連続点の全体からなる集合は開集合の可算個の交わり（Gδ-集合）である。また不連続点の全体は閉集合の可算個の合併（Fσ-集合）である。
単調関数の不連続点は高々可算である。これをフローダの定理という。
トマエ函数は、全ての有理数の点で不連続だが、全ての無理数の点で連続である。
ディリクレ函数として知られる、有理数全体の集合の指示函数は至る所不連続である。